# Gyebjoszi járás
A Gyebjoszi járás (oroszul Дебёсский район [Gyebjosszkij rajon], udmurtul Дэбес ёрос [Debesz jorosz]) Oroszország egyik járása Udmurtföldön. Székhelye Gyebjoszi.

## Népesség
- 2002-ben 14 085 lakosa volt, melynek 79%-a udmurt, 19,7%-a orosz.
- 2010-ben 12 665 lakosa volt, melyből 9 279 udmurt, 3 008 orosz stb.